# Daniel Weiss (historien de l'art)
Pour les articles homonymes, voir Daniel Weiss et Weiss.
Daniel Weiss est un historien de l'art américain. Il est le président directeur général du Metropolitan Museum of Art de New York depuis 2017.

## Biographie
Weiss obtient un BA en psychologie et histoire de l'art du Columbian College of Arts and Sciences de l'Université George Washington en 1979. En 1982, il obtient une maîtrise en art médiéval et moderne de l'Université Johns Hopkins, puis un MBA de la Yale School of Management en 1985. Il rejoint ensuite le cabinet de conseil en management[pas clair] Booz, Allen & Hamilton de New York. Il le quitte en 1989 afin d'entamer des études doctorales. En 1992, il obtient un doctorat en art médiéval et byzantin occidental à l'université Johns Hopkins.
Il travaille ensuite pour la même institution, étant professeur d'histoire de l'art et chef de département, puis doyen de la faculté de 2001 à 2002,. Weiss est ensuite doyen de la Krieger School of Arts and Sciences, toujours à Johns Hopkins.
De 2005 à 2013, il est président du Lafayette College, puis président du Haverford College 2013 à 2015.
En 2015, Daniel Weiss est nommé président du Metropolitan Museum of Art. En 2017, il devient président-directeur général du musée,,..
Pendant le mandat de Weiss, le musée a établi des records de fréquentation pendant trois ans consécutifs. À la suite de déficits d'exploitation élevés, qui ont entraîné des réductions de personnel, le musée a amélioré ses revenus et établi des records de collecte de fonds, et a déclaré qu'il disposerait d'un budget équilibré d'ici 2020 .

### Livres
- Art and Crusade in the Age of Saint Louis (Art et croisade à l'âge de Saint Louis), Cambridge et New York, Cambridge University Press, 1998, XVI-279 p.  (ISBN 0-521-62130-5).
- La France et la Terre Sainte
- Refonte du collège [13]
  - éditeur scientifique :
- The Book of Kings: Art, War, and the Morgan Library's Medieval Picture Bible, catalogue d'exposition, Baltimore, Walters Art Museum ; Londres, Third Millenium publishing, 2002, 223 p.  (ISBN 0-911886-54-0).